# Nottoway County
Nottoway County är ett administrativt område i delstaten Virginia, USA. År 2010 hade countyt med 15 853 invånare. Den administrativa huvudorten (county seat) är Nottoway. 

## Geografi
Enligt United States Census Bureau har countyt en total area på 819 km². 815 km² av den arean är land och 1 4 km² är vatten.  

### Angränsande countyn
- Amelia County - norr
- Dinwiddie County - öster
- Brunswick County - sydost
- Lunenburg County - sydväst
- Prince Edward County - väster

### Städer och samhällen
- Blackstone
- Burkeville
- Crewe